# 久保田蘭羅
久保田蘭羅（くぼた らら，1992年6月3日—），日本女子體育舞蹈運動員。北海道出生，畢業於啓北中学校；現就讀於旭川実業高校。其胞兄久保田弓椰同為體育舞蹈運動員，目前兄妹二人為參加舞蹈比賽的搭檔。

## 簡歷
2010年11月，久保田兄妹代表日本出戰廣州亞運會，參加體育舞蹈比賽的拉丁舞-牛仔及拉丁5项舞兩個項目，奪得一銀一銅的成績。